# Place Hardy-de-Lévaré
La place Hardy-de-Lévaré est une place de Laval. 

## Situation et accès
Elle se trouve dans le centre-ville, au pied de la cathédrale et de la Porte Beucheresse, vestige des remparts du Moyen Âge. 

## Origine du nom
Elle porte le nom de René Hardy de Lévaré, maire de Laval au XVIIIe siècle, et plus globalement la Famille Hardy.

## Historique
La place Hardy-de-Lévaré se trouve à l'extérieur de l'enceinte médiévale et elle était à l'origine occupée par un fossé qui servait de douves devant la porte Beucheresse. Cette porte, la « porte des bûcherons », était située sur la route de la forêt de Concise, d'où venait l'essentiel du bois utilisé à Laval. Cette route correspond à la rue du Lycée. Au XVIIIe siècle, le maire Ambroise-Jean Hardy de Lévaré fait combler les douves et commence l'aménagement de la place, qui s'achève au XIXe siècle.
Le peintre Esprit-Aimé Libour est né dans une maison de cette place.

## Bâtiments remarquables et lieux de mémoire
- La cathédrale de la Sainte-Trinité, fondée en tant qu'église paroissiale en 1070, puis reconstruite et agrandie de nombreuses fois avant d'obtenir son aspect actuel en 1900.
- La Porte Beucheresse, unique porte de Laval encore visible, datant probablement du XIIIe siècle et remaniée plusieurs fois par la suite.